# Avståndsfriktion
Avståndsfriktion är en geografisk term som beskriver rumslig interaktion mellan platser. Avståndsfriktion avser främst att förklara minskat informationsutbyte mellan olika platser. Den mesta av interaktionen mellan människor och deras aktiviteter sker på korta avstånd och avtar när avståndet ökar. Ju längre avstånd det är mellan två platser desto mindre sannolikhet är det att det förekommer någon mänsklig interaktion mellan platserna. Detta kan förklaras med att kostnaden för att upprätthålla ett utbyte mellan två platser ökar ju längre avståndet är. Avståndet kan gälla två stater då det till exempel är dyrare att ringa utomlands än inrikessamtal eller så kan det gälla städer då det är billigare att hälsa på en vän i en närliggande stad än en vän i en stad som ligger längre bort. Avståndsfriktionen påverkas även av hur bra kommunikationerna är mellan två platser, finns det bra förbindelse mellan två platser genom till exempel vägar, flyg, järnvägar och telefonledningar minskar alltså avståndsfriktionen mellan platserna.